# Saribia
Saribia é um gênero de borboletas da região afro-tropical, pertencentes à família Riodinidae e subfamília Nemeobiinae (tribo Nemeobiini e subtribo Abisarina), endêmicas da ilha de Madagáscar. Sua primeira espécie descrita foi classificada por Boisduval em 1833, com a denominação de Emesis tepahi; com seu gênero modificado para Saribia por Butler, em 1878, contendo quatro espécies descritas, após o século XX.

## Descrição
São borboletas de pequenas dimensões, com asas de coloração geral castanha, alaranjadas ou amareladas em vista inferior, geralmente com tons em vermelho e azul e dotadas de pequenas caudas no final de suas asas posteriores; com suas asas raiadas em tons de branco e com pequenos ocelos negros e solitários na extremidade das asas anteriores.

## Espécies
- Saribia tepahi - (Boisduval, 1833) ex Emesis tepahi - Localidade tipo: Toamasina[4]; espécie-tipo[1]
- Saribia decaryi - (Le Cerf, 1922) ex Abisara decaryi - Localidade tipo: Fasina[4] (Nosy Be)[9]
- Saribia ochracea - Riley, 1932 - Localidade tipo: Fénérive Est[4]
- Saribia perroti - Riley, 1932 - Localidade tipo: Fianarantsoa[4]